# Мертвоїди

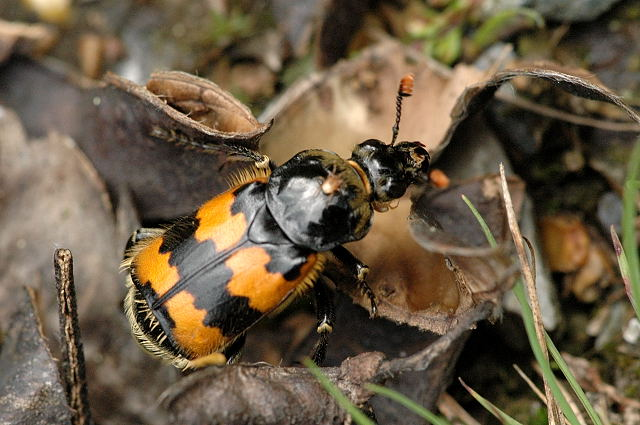
Nicrophorus vespillo

Мертвоїди (Silphidae) — родина жуків, що складається приблизно з 200 видів. Поширені на усіх материках, але в основному в країнах Північної півкулі, в зоні помірного клімату.

## Опис
Мертвоїди дуже різноманітні за виглядом, забарвленням і розмірами. Довжина тіла варіює від 6 до 40 мм. Характерні 11-членикові вусики, що товщають на кінці або з вираженою булавою. Крила неперисті, покриті надкрилами. Надкрила покривають усе черевце (підродина Silphinae) або злегка укорочені (підродина Nicrophorinae). Найвідоміші представники родини — жуки-могильники виділяються чорно-помаранчевим візерунком на надкрилах. Деякі види — тьмяно-темні і чорні. Формула лапок 5-5-5.
Личинки у мертвоїдів плоскі і рухливі, схожі на мокриць.

## Біологія

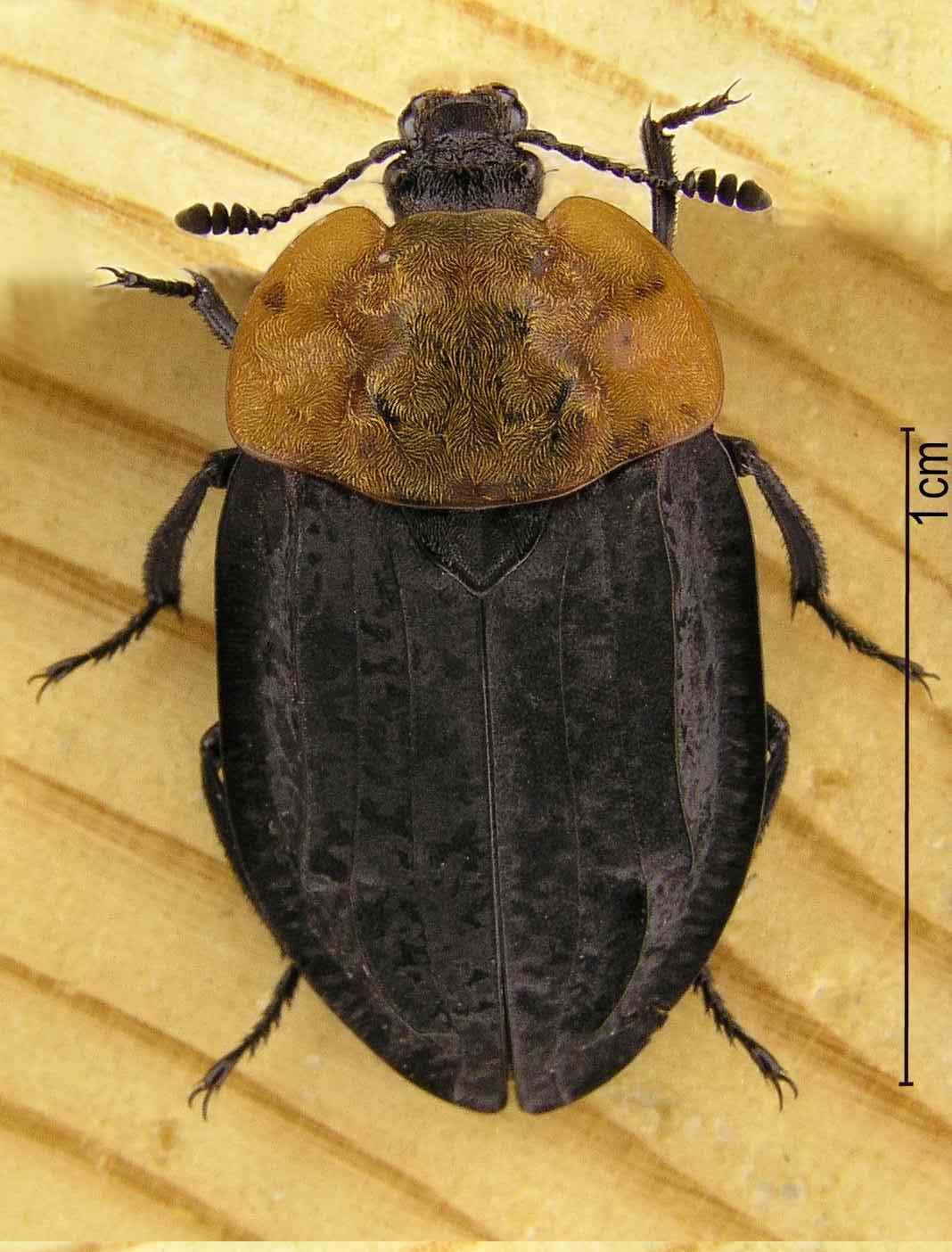
Oiceoptoma thoracicum

Більшість видів родини — хижаки або живляться падалю як у стадії імаго, так і в личинковій стадії. Звідси їх народна назва у багатьох мовах. Деякі види окрім падалі поїдають живих слимаків і равликів: наприклад Silpha perforata і Silpha obscura, а також Ablattaria, що мешкають на Кавказі і в Південній Європі. Такі види, як Phosphuga atrata і Xylodrepa quadripunctata — виключно хижаки. Є і рослиноїдні види, що сильно шкодять буряку, городнім і іншим рослинам, поїдаючи сходи і листя.